# Dilophus poikilospinalis
Dilophus poikilospinalis är en tvåvingeart som beskrevs av Yang och Guang Yu Luo 1988. Dilophus poikilospinalis ingår i släktet Dilophus och familjen hårmyggor. Inga underarter finns listade i Catalogue of Life.